# Peloropeodes genitale
Peloropeodes genitale är en tvåvingeart som först beskrevs av Octave Parent 1931.  Peloropeodes genitale ingår i släktet Peloropeodes och familjen styltflugor.
Artens utbredningsområde är Bolivia. Inga underarter finns listade i Catalogue of Life.